# Lekåsa distrikt
Lekåsa distrikt är ett distrikt i Essunga kommun och Västra Götalands län. 
Distriktet ligger sydost om Nossebro. 

## Tidigare administrativ tillhörighet
Distriktet inrättades 2016 och utgörs av socknen Lekåsa i Essunga kommun
Området motsvarar den omfattning Lekåsa församling hade vid årsskiftet 1999/2000.